# Corymborkis
Corymborkis – rodzaj roślin z rodziny storczykowatych (Orchidaceae). Obejmuje 8 gatunków występujących w Ameryce Południowej, Ameryce Środkowej, Afryce, Azji, Australii i Oceanii. Rośliny występują w takich krajach i regionach jak: Andamany, Angola, Argentyna, Asam, Bangladesz, Belize, Archipelag Bismarcka, Boliwia, Borneo, Brazylia, Kambodża, Kamerun, Karoliny, Republika Środkowoafrykańska, Chiny, Wyspa Bożego Narodzenia, Kolumbia, Kongo, Kostaryka, Kuba, Dominikana, Himalaje, Ekwador, Salwador, Gwinea Równikowa, Etiopia, Fidżi, Gabon, Ghana, Gwatemala, Gwinea, Gujana, Haiti, Honduras, Indie, Wybrzeże Kości Słoniowej, Jamajka, Laos, Małe Wyspy Sundajskie, Liberia, Madagaskar, Malawi, Malezja Zachodnia, Moluki, Mariany, Mauritius, Meksyk, Mozambik, Mjanma, Riukiu, Nowa Gwinea, Nikaragua, Nikobary, Nigeria, Ogasawara, Panama, Paragwaj, Peru, Filipiny, Portoryko, Queensland, Reunion, Samoa, Sierra Leone, Wyspy Towarzystwa, Wyspy Salomona, Sri Lanka, Sudan, Celebes, Sumatra, Tajwan, Tanzania, Tajlandia, Togo, Tonga, Uganda, Vanuatu, Wenezuela, Wietnam, Wallis i Futuna, Zimbabwe, Demokratyczna Republika Konga. Rośliny wyginęły na Leeward Islands.

## Systematyka
Rodzaj sklasyfikowany do plemienia Tropidieae, podrodzina epidendronowe (Epidendroideae), rodzina storczykowate (Orchidaceae), rząd szparagowce (Asparagales) w obrębie roślin jednoliściennych.
Wykaz gatunków
- Corymborkis corymbis Thouars
- Corymborkis flava (Sw.) Kuntze
- Corymborkis forcipigera (Rchb.f. & Warsz.) L.O.Williams
- Corymborkis galipanensis (Rchb.f.) Foldats
- Corymborkis guyanensis Szlach., S.Nowak & Baranow
- Corymborkis harlingii Szlach. & Kolan.
- Corymborkis minima P.J.Cribb
- Corymborkis veratrifolia (Reinw.) Blume